# 小山久左衛門
小山 久左衛門（こやま きゅうざえもん、1862年5月30日〈文久2年5月2日〉- 1918年〈大正7年〉7月21日）は、日本の実業家、政治家、篤志家。小山家23代当主。諱は正友、幼名は邦太郎。信濃国佐久郡出身。政治家小山邦太郎・画家小山敬三の父。

## 小山家

### 出自
出自には諸説あるが、源義光の曾孫である安田義定を祖とする説が小諸市内の小山姓において存在する。義定は甲斐源氏の一族であったため、その勢力を警戒した源頼朝により粛清されるが、子孫の安田義知が武田信虎に仕え、村上義清に備えて信濃国佐久郡に与良城を築城し、安田氏から与良氏へ改称したという。その後、その庶流の一族が同国高井郡小山郷を所領とし、与良氏から小山氏に改称したといわれている。また、武田氏滅亡後は与良城があった佐久郡に戻り、松井村の土豪になったとされる。
初代は佐久郡平原村に住む小山全真の次男で、当主は代々「久左衛門」と名乗り平原村や同郡塩野村などの開墾を行っていた。その後、1600年(慶長5年)に15代久左衛門が平原村から佐久郡上荒町へと転居。そして1670年（寛文10年）に16代久左衛門正顕が小諸藩主の酒井忠能から佐久郡荒町に間口十三間の屋敷地を拝領し、1674年（延宝2年）に醸造業を創業した。また、1871年（明治4年）の廃藩置県まで代々小諸藩の御用商人も務めていた。
現在も1674年（延宝2年）創業の醸造業のうち味噌の事業は信州味噌株式会社が継続しており、分家の小山正が代表取締役社長に就任している。また、2024年（令和6年）には創業350周年を迎え、老舗味噌メーカーとして全国に流通している。
また、1670年（寛文10年）に藩主から拝領した小山家の邸宅は信州味噌株式会社の本社またはグループ会社などに使用されているが、江戸時代頃に建築された旧小山家邸宅の門や蔵などは現存しており、北国街道沿いの歴史的景観の一部になっている。

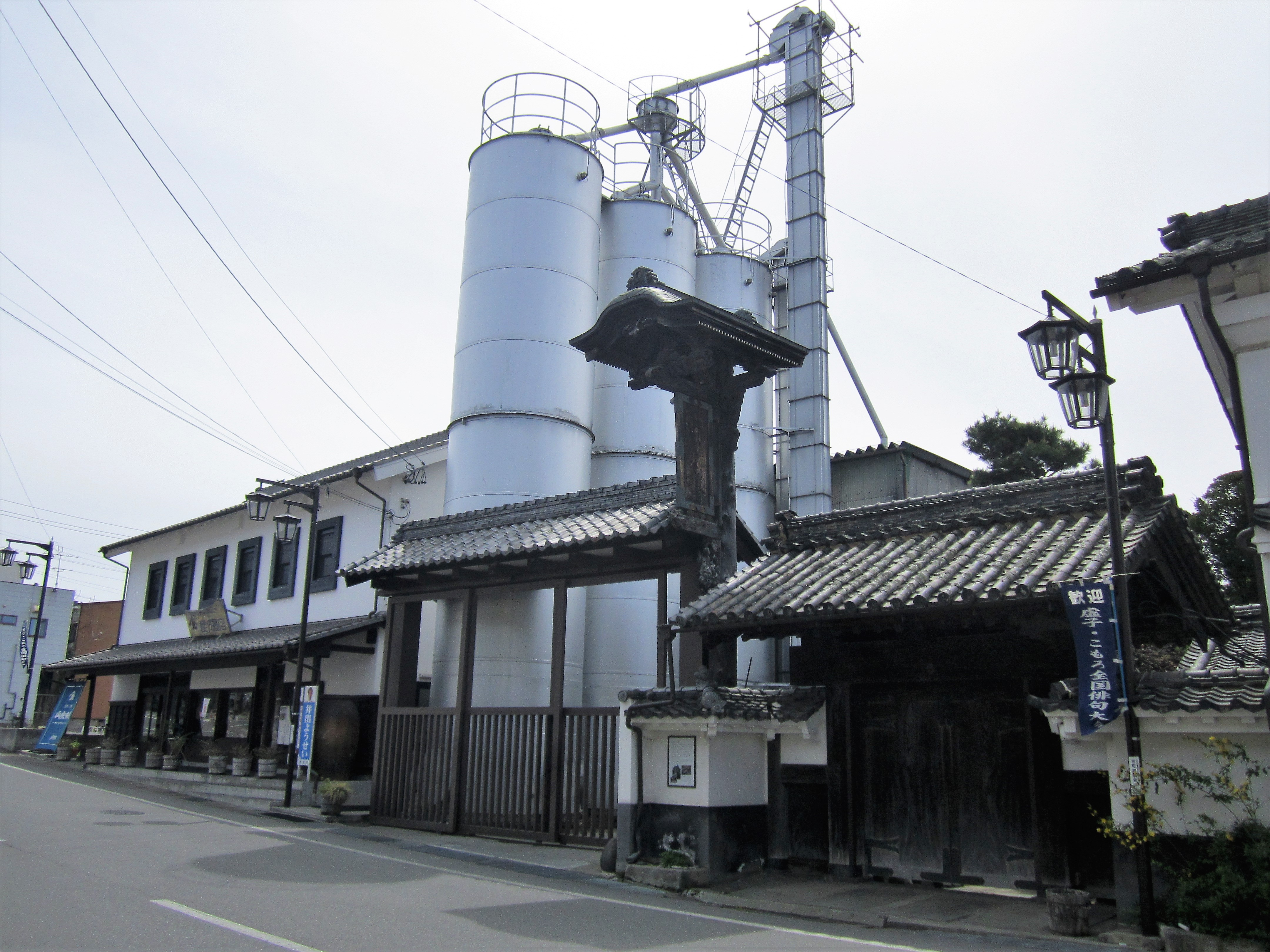
旧小山家邸宅（現在の信州味噌株式会社）

### 歴代当主
※15代以前は詳細不明。22代小山久左衛門（正邦）まで記載。久左衛門は世襲名でそれ以外は諱を表記。
- 15代 久左衛門— 1600年（慶長5年）、代々居住していた佐久郡松井村から上荒町に転居。1651年（慶安4年）没。
- 16代 正顕 — 1670年（寛文10年）、小諸城城下町を新たに造成するための商業誘致として小諸藩主より屋敷地を拝領。1674年（延宝2年）に同地で醸造業を創業。当代より小諸藩の御用商人となる。1678年（延宝6年）没。
- 17代 甚之丞 — 1730年没。
- 18代 甚之丞（十郎右衛門） — 1773年没。
- 19代 久左衛門 — 屋号を「酢屋」とする。
- 20代 正直（半太夫） — 幼名は長三郎。詳細は下記参照。
- 21代 正道 — 隠居名は一左衛門 。当代より小山姓の公称を許される。詳細は下記参照。
- 22代 正邦 — 詳細は下記参照。

### 20代 小山久左衛門正直
23代目の曾祖父にあたる。別名は半太夫。幼名は長三郎。1812年（文化9年）5月6日、窃盗団による屋敷への侵入を受け、300両を盗まれた後に放火され、屋敷や大多数の家財を消失する。これに対し正直は不屈の精神で家の復興に努め、家業を以前に増して拡充していったと伝わる。1848年（嘉永元年）、74歳で死去。

### 21代 小山久左衛門正道
23代目の祖父。20代目とその後妻の法林院の子。妻はせい。小諸藩主より御用商人としての務めに加え御刎金取廻掛を命じられる。さらに、その功により小山家は苗字帯刀並びに、武士の礼服である熨斗目御紋裃の着用を許され、士分に列し扶持を給与された。また、馬廻格の家格と御目見独礼席の席次を与えられ藩主へ単独で拝謁することも許された。
正道は天保の飢饉の際、藩に20両、荒町に100俵をそれぞれ寄付した。その後1846年（弘化2年）、正道は藩から御奏者を命じられると合わせて820両を藩に献納し、庄屋格の取扱を受けている。
1864年（文久4年）2月、家督を息子の小山久左衛門正邦に譲り隠居すると名を一左衛門と改め、余生を過ごした後1885年（明治18年）、77歳で死去。墓地は長野県小諸市にある小山家の菩提寺、海応院。

### 22代小山久左衛門正邦
23代目の父で、21代目とその妻「せい」の子。妻は「さわ」。妻の実家は信濃国小県郡横尾村の名主で、戦国時代に真田家の家臣であった。父の北澤文七は酒造業を営み、兄は佐久間象山門下生で京都府や伏見宮貞愛親王に出仕し、後に真田神社を創建した北澤金平である。
正邦は小諸藩主より御用達代勤年寄を命じられ1853年（嘉永6年）12月、英国船渡来による軍事資金調達のため60俵を藩に献納。さらには1854年（安政元年）12月、正邦は年貢に関する実務を担当する御摺屋御用を命じられた後1856年（安政3年）1月に100俵を献納。また1858年（安政5年）12月、藩主牧野康哉が若年寄に就任した際、450両を献納し藩主より槍持御免を打診されるが正邦はこれを固辞。代わりとして、増給一人扶持と聖賢語の一軸を与えられる。さらに翌年の1859年（安政6年）3月、藩主の江戸での執務に伴い正邦も江戸へ出仕。その年の6月、幕府の指示で大字犬窪の町有林数十町歩の植林事業に取り組んだ。後にこの事業は分家の小山甚三郎が引き継ぎ、正邦は8月に御領分復興掛を命じられる。1864年（文久4年）2月には父の小山久左衛門正道より家督を相続。22代当主となる。その後1864年（元治元年）11月、天狗党の乱で藩領内に水戸浪士が乱入。正邦は藩主より城内の警備を命じられる。また1866年（慶応2年）、第二次長州征討に伴い御用を申し付けられる。
そして、時代は明治になり1870年（明治3年）12月、廃藩置県によりこれまでの御用達の費務を大蔵省負債掛に引き継ぐ。その直後正邦は太政官布告に基づき士族授産のため御牧ヶ原の開墾事業に取り掛かる。溜池2町歩、田畑20町歩余りを開拓。同時に植林も行った。そして1875年（明治8年）、荒町用掛となり地租改正の事業に取り組む。直後公債残金700円余りを献金。賞状と銀杯を賜る。同年荒町用掛を辞職し専ら御牧ヶ原の開発に力を注いだ。
そして1878年（明治11年）1月、家督を正友に譲り1888年（明治21年）1月、60歳で死去。墓地は長野県小諸市にある小山家の菩提寺、海応院。

## 生涯

### 生い立ち
- 文久2年5月2日、小諸藩の藩庁小諸城の城下町、信濃国佐久郡荒町に藩の御用商人小山久左衛門正邦と「せい」夫妻の長男として生まれる。幼名は邦太郎。実家は醤油や酢、味噌などの醸造業や畳表、鰹節、金融などを手広く取り扱う豪商であるとともに信濃国最大の面積を誇る牧であった御牧ヶ原に広大な田地と山林を有する豪農でもあった。また御用商人としての勤めに加え藩への多額の財政支援を行い、藩の役目も勤めていたため、馬廻格の士分を与えられ中級武士の扱いを受けた家であった。

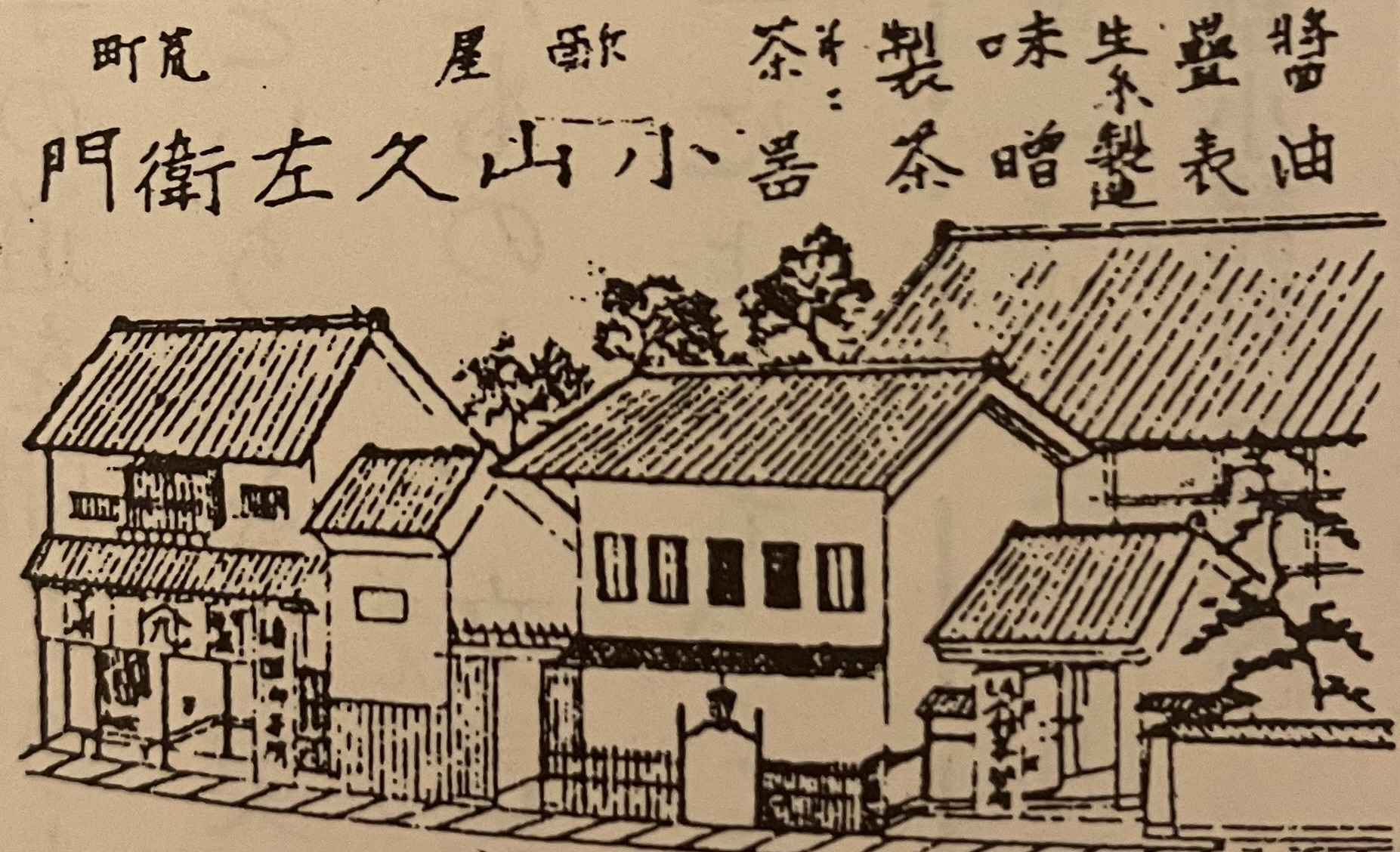
久左衛門の実家「酢屋」

- 明治2年（1869年）、荒町に所在する曹洞宗の禅寺である海応院に設立された私塾仰思学校に入学。
- 明治9年（1878年）、父の小山家22代当主小山久左衛門正邦から家督を相続。小山家23代当主となり、世襲名の久左衛門を名乗る。
- 明治10年（1879年）、私塾仰思学校を卒業。
- 明治16年（1883年）、叔父で伏見宮に仕えていた京都府の官僚、北澤金平の手引きで京都に遊学。京都木屋町通にあった元大溝藩士で藩儒を勤めた西川藁園の西川藁園塾に入塾。文人画家である富岡鉄斎も学問のため西川藁園塾に出入りしており、久左衛門と交流を深める。しかし高齢のため西川藁園はすぐに死去してしまう。そこで久左衛門は人脈のあった上鴨神社宮司の多村知興に就き漢籍や政経などを学んだ。

### 実業家として

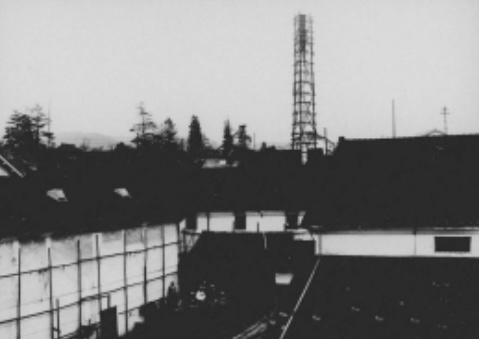
酢久商店の工場（長野県小諸市）

- 明治18年（1885年）、京都から長野へ帰郷。家業である醤油や味噌、酢、畳表や鰹節などの事業に取り組む。祖父の小山久左衛門正道が77歳で死去。
- 明治21年（1888年）、父の小山久左衛門正邦が死去。60歳。
- 明治22年（1889年）、碓氷峠に信越本線が開通目前となり、交通運輸の改善がなされたのを見越して地方の繁栄のため貿易輸出を伴う製糸業への参入を決意。リスクが高いという一族の大反対を押し切って長野県北佐久郡大里村（現在の小諸市大里）に凡そ100人繰の洋式生糸製造工場を設立。この一連の決断には当時度々小山家を訪れていた実業家の渋沢栄一の推薦があった。また11月に長男小山邦太郎が生まれる。

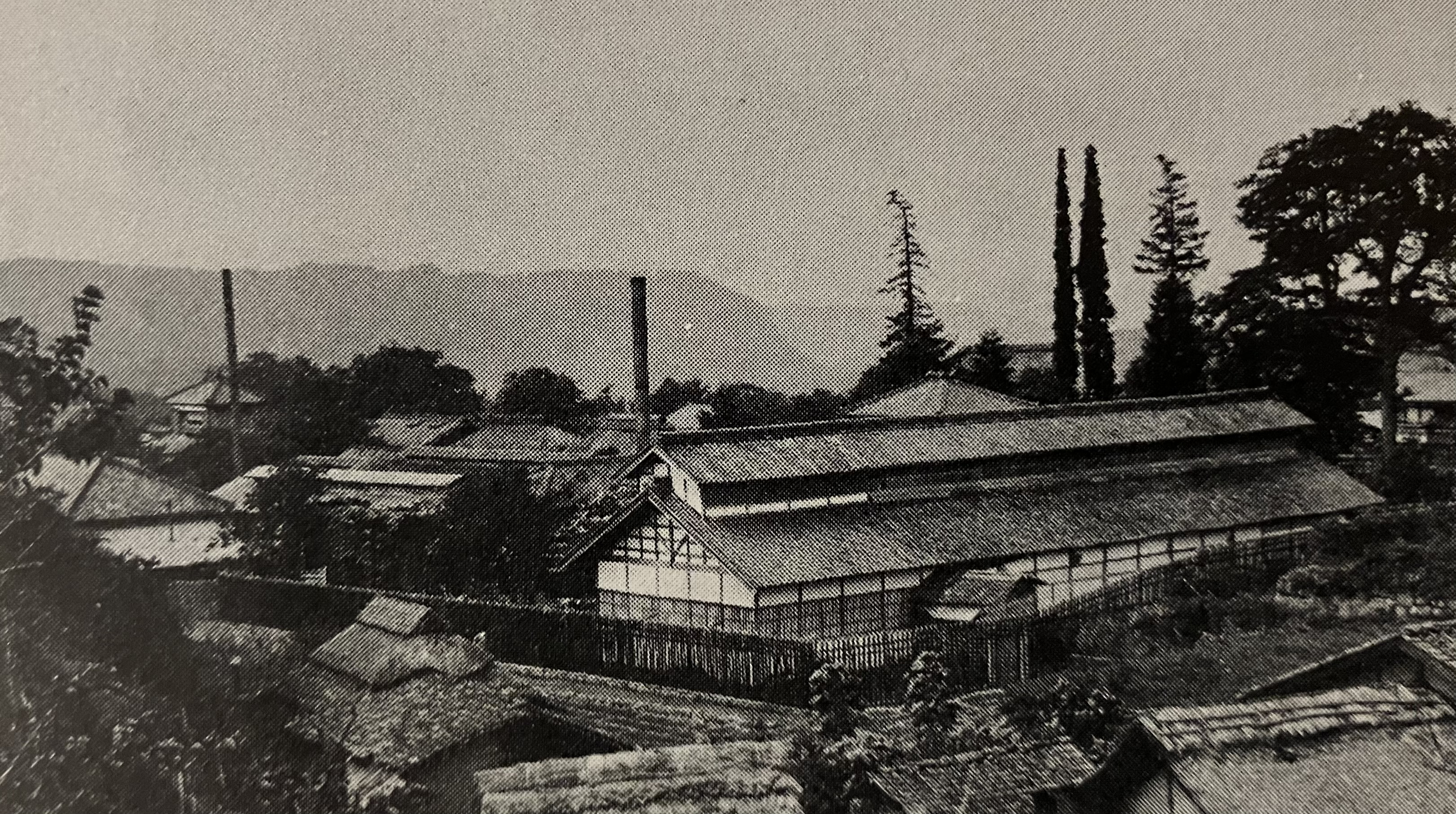
明治時代の純水館（長野県小諸市）

- 明治23年（1890年）、工場名を純水館に変更。同時に信越本線敷設のため土地買収に協力する。
- 明治26年（1893年）、小諸郵便電信局長に就任。また北佐久郡農産物共進会事務委員長に就任。

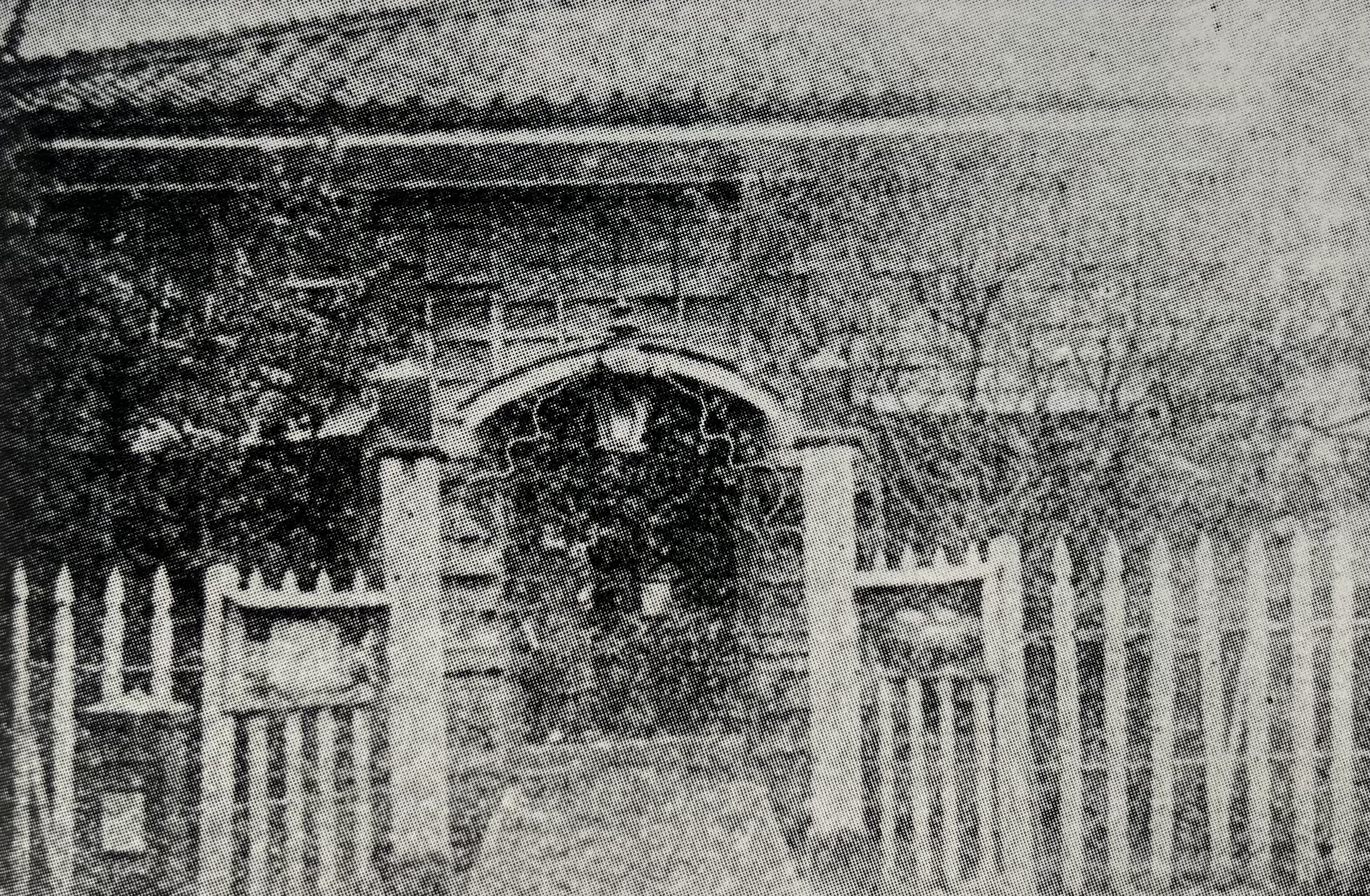
小諸郵便電信局

- 明治29年（1896年）、日本赤十字社協賛委員に就任。小諸郵便電信局長退任。
- 明治30年（1897年）、三男小山敬三が生まれる。
- 明治33年（1900年）、酢久商店を合資会社化する。久左衛門は初代社長に就任。また小諸町学務委員に就任。さらに日本赤十字社北佐久委員部総会が設立されると金200円を寄附。日本赤十字社特別社員章を受賞。特別社員に列するとともに北佐久委員部総会の委員長に就任。さらに小諸銀行取締役にも就任する。

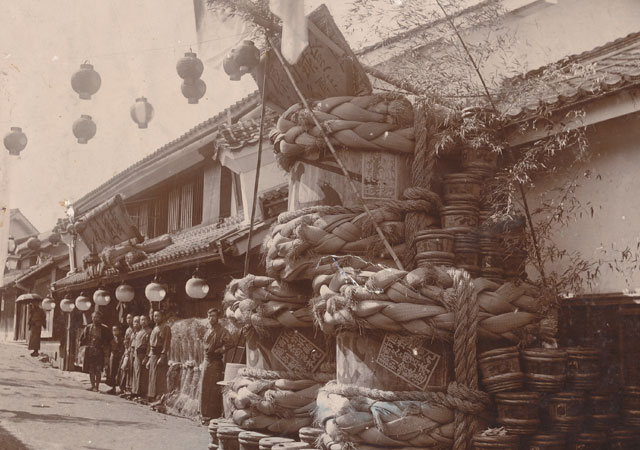
明治35年（1902年）に撮影された酢久商店

- 明治34年（1901年）、第三代小諸町長に就任。しかし多忙だったためおよそ10日後に辞任。日本赤十字社への功労が認められ、小松宮彰仁親王より木杯一組を授与される。

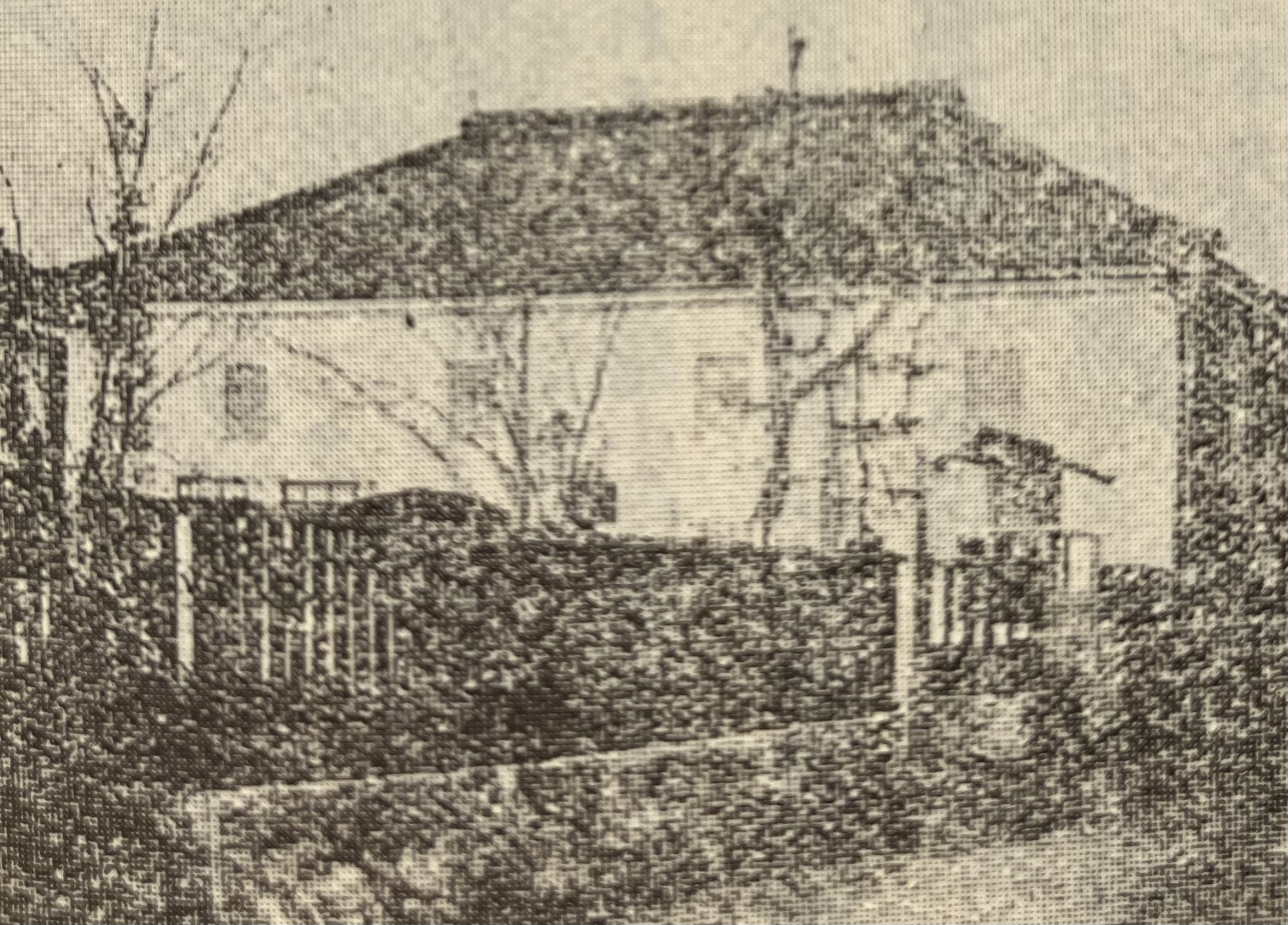
旧小諸町役場

- 明治35年（1902年）、日本赤十字社長野県支部商議委員に就任。
- 明治36年（1903年）、大里村の製糸工場を廃止。新たに合名会社第一純水館を設立。袋町に廃止した工場の2倍にあたる200人繰の洋式生糸製造工場を建設。

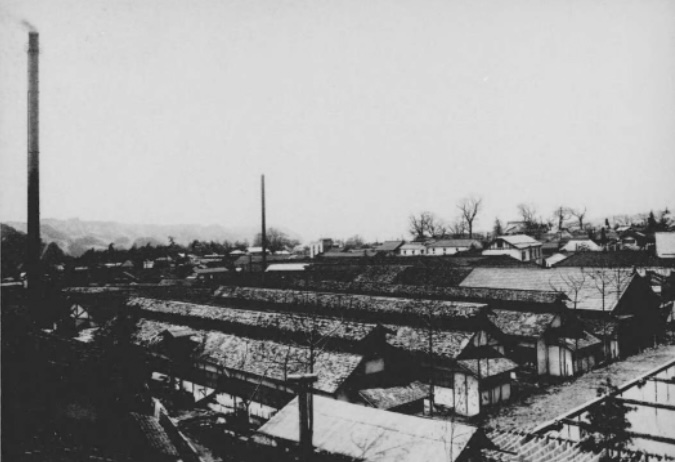
第一純水館（長野県小諸市）

- 明治37年（1904年）、信濃山林会名誉会員
- 明治38年（1905年）、農商務省嘱託清国蚕業視察員に任命され清国に渡航。
- 大正元年（1912年）、小諸繭糸株式会社設立。また小学校の設立や小諸義塾の開校を支援、小諸警察署の分署や登記所の新築など公共慈善事業にも尽力した。
- 大正2年（1913年）、小諸商工会長に就任。
- 大正4年（1915年）、藍綬褒章受章。
- 大正7年（1918年）7月21日午前2時40分、胃腸並びに心臓病の為入院先の東京府東京市神田区（現在の東京都千代田区）駿河台の杏雲堂病院にて死去。約一年間の闘病生活であった。享年56歳。8月5日、葬儀が執り行われる。墓地は小山家の菩提寺、海応院。

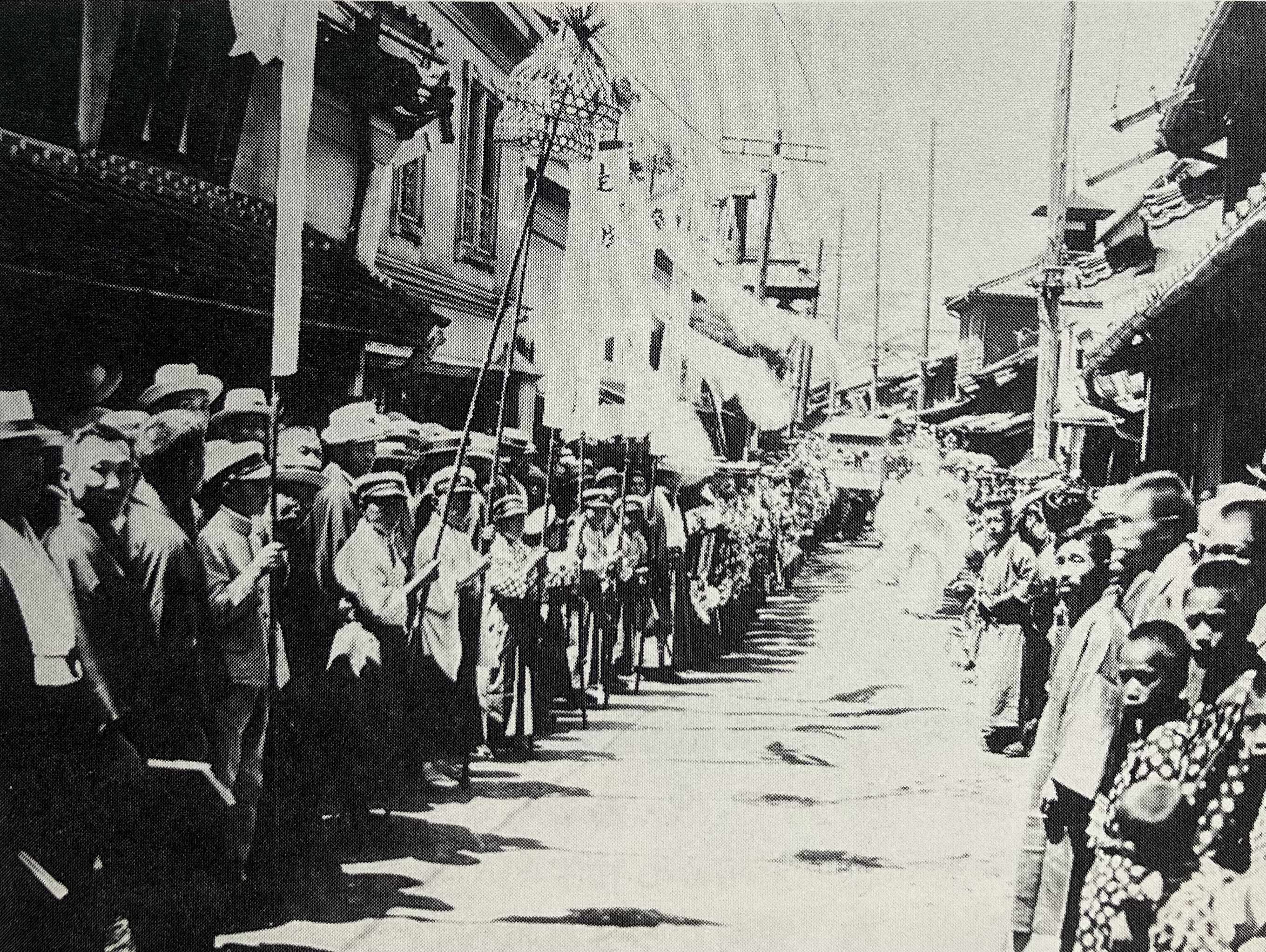
小山久左衛門の葬儀

- 昭和3年（1928年）、昭和三年御大典により追贈を受ける。

## 家族

### 息子
- 長男 - 小山邦太郎（政治家、実業家）
- 三男 - 小山敬三（画家）
- 養子 - 小山房全（工藤善助二男、純水館茅ヶ崎製糸所館主）
- 養子 - 小山八五郎（実業家）

### 孫
- 小山正邦（信州味噌株式会社2代社長、元海軍少尉）
- 小山邦武（元飯山市長、信州味噌株式会社3代社長）

### 曾孫
- 井出正一（政治家、元厚生大臣）
- 井出亜夫（官僚、元慶應義塾大学教授）
- 井出民生（橘倉酒造株式会社社長）

### 玄孫
- 井出庸生（政治家、元文部科学副大臣）

### 他家
- 孫の夫 - 井出一太郎（政治家、元内閣官房長官）
- 孫の夫 - 瀬在幸安（医学博士、元日本大学総長）

## 銅像
1918年（大正7年）、かねてより小山家と交流があった彫刻家の田嶼碩朗により久左衛門の銅像が制作される。この銅像は戦時中の金属供出により供出を余儀なくされたが、偶然保管されたまま終戦を迎えた。現在は旧小山家邸宅（現在の信州味噌株式会社）の庭園内に設置されている。後に洋画家となる久左衛門の息子の敬三はフランス留学のため渡航する直前に実家に立ち寄り久左衛門像の制作を見学した。クラーク像をはじめ様々な銅像を制作した碩朗であるが、久左衛門の周辺人物達から「全く似ていない」と言われる始末であった。しかし敬三が便宜をはかり碩朗の制作した像はそのまま完成となった。この経験から敬三は後に「肖像画を描くのがいかに難しいか」を周囲に語っていた。

## 栄典

### 位階
- 1928年（昭和3年）- 昭和大礼により贈位

### 勲章等
- 1900年（明治33年）- 日本赤十字社特別社員章
- 1911年（明治44年）- 日本赤十字社有功章
- 1915年（大正4年）- 藍綬褒章

### 賞杯等
- 1901年（明治34年）- 木杯一組

## 受賞
いずれも製糸業分野での受賞。
シカゴ万博
- 1893年（明治26年） - 名誉賞（一等賞）
- 1893年（明治26年） - 進歩賞（二等賞）

パリ万博
- 1900年（明治33年） - 銀杯一個
- 1900年（明治33年） - 進歩賞（二等賞）

パリ万国博覧会出品協会
- 1901年（明治34年） - 銀杯一個

長野県研究農産物共進会
- 1892年（明治25年） - 第一等賞桐花章木杯一組
- 1894年（明治27年） - 第二等賞桐花章木杯一個

長野県五郡品評会
- 1893年（明治26年） - 第二等賞木杯一個

一府十県連合品評会
- 1908年（明治41年） - 一等賞金牌